# دانيال لوران
دانيال لوران (بالفرنسية: Daniel Laurent)‏ هو سياسي فرنسي، ولد في 4 فبراير 1949 في فرنسا. حزبياً، نشط في التجمع من أجل الجمهورية والاتحاد من أجل حركة شعبية. وقد انتخب عضو مجلس الشيوخ الفرنسي وانتخب رئيس بلدية ‏ Pons, Charente-Maritime ‏ (30 مارس 2014 – ).